# Schacht 7

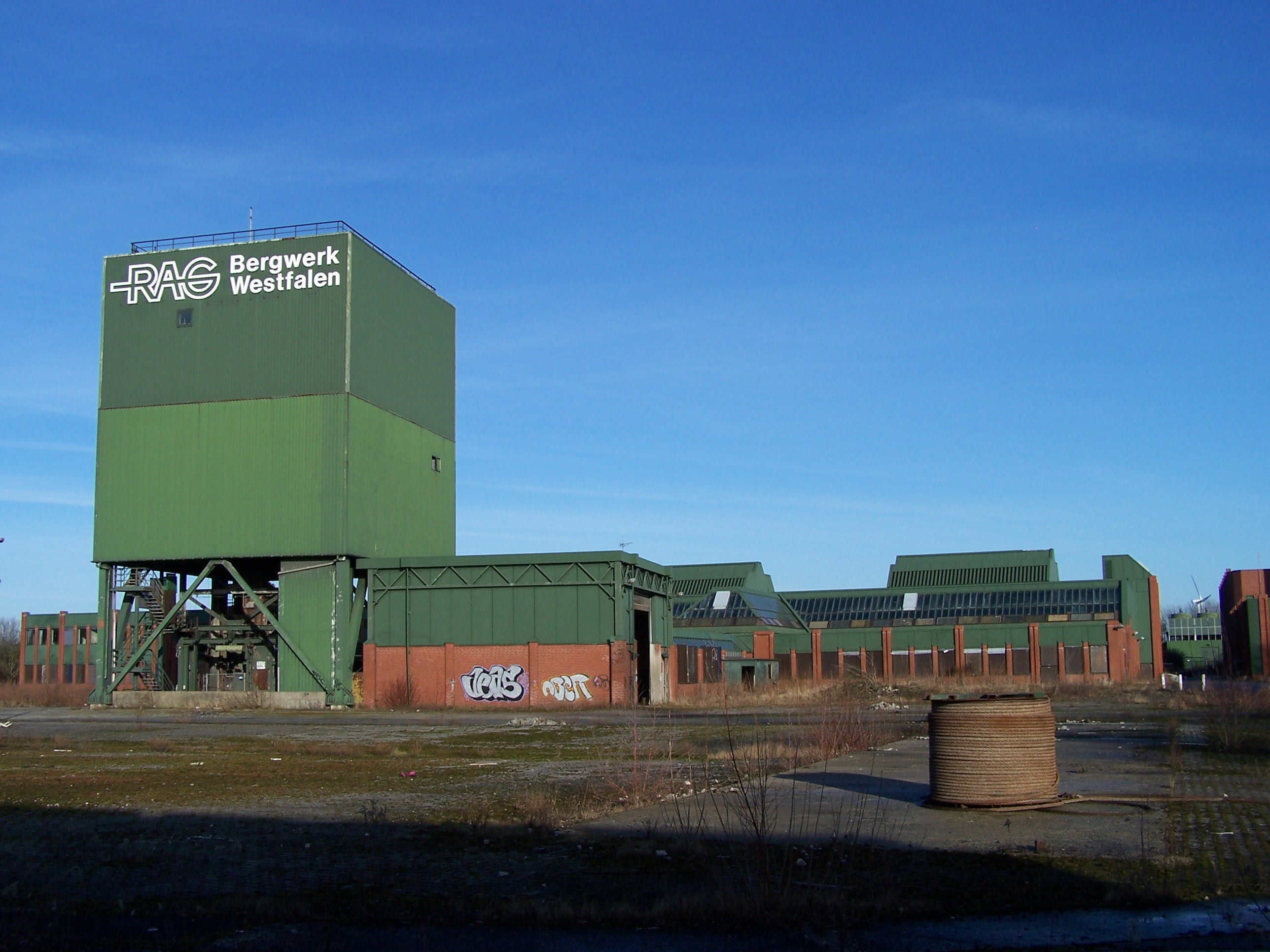
Förderturm Schacht 7

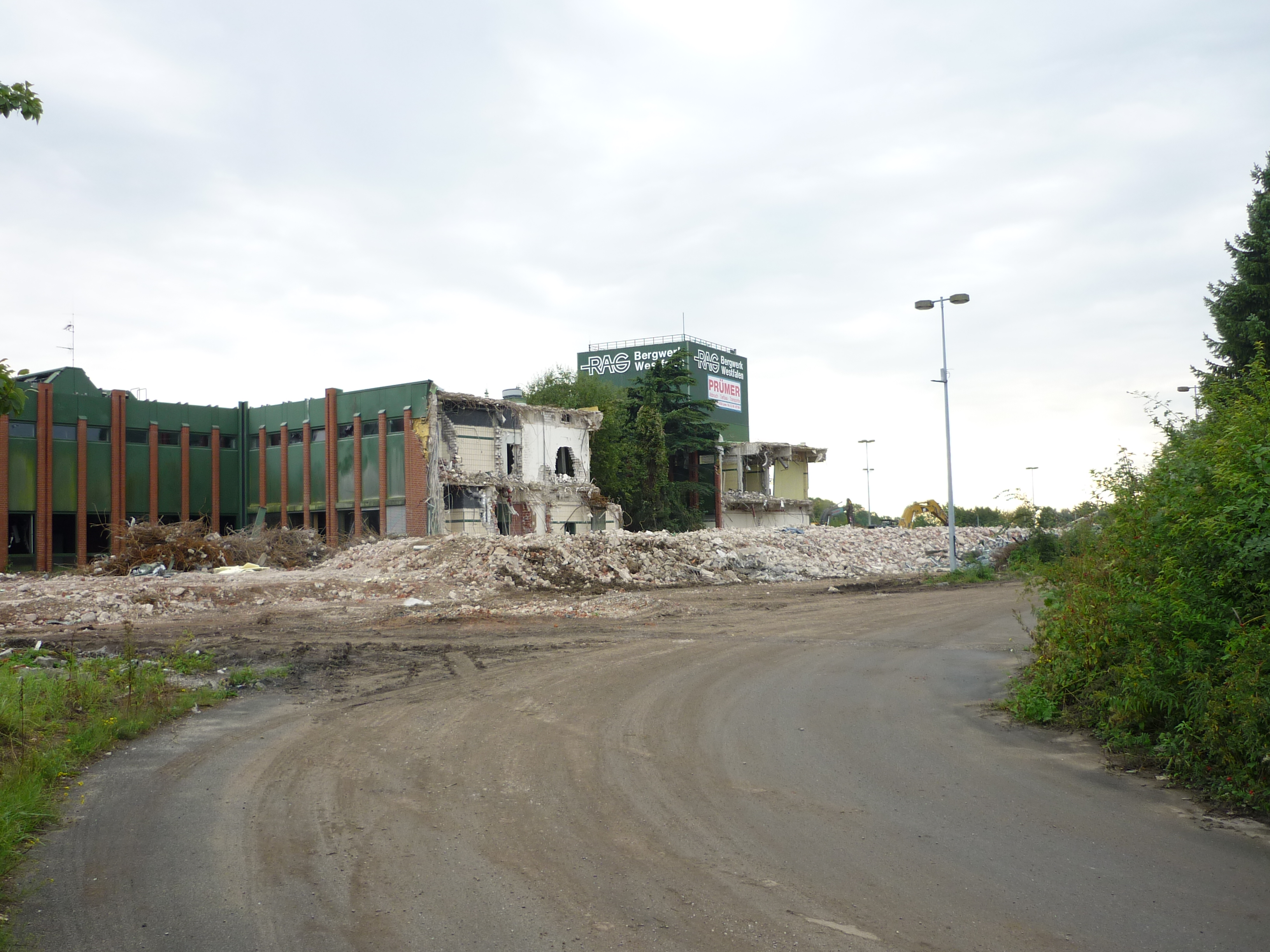
Schacht 7 während der Abrissarbeiten

Der Schacht 7 war eine Schachtanlage des ehemaligen Steinkohlenbergwerkes Westfalen in Ahlen. Sie stand als einzige Anlage des Bergwerkes Westfalen auf dem heutigen Stadtgebiet der Stadt Hamm, und zwar im Stadtbezirk Hamm-Heessen, auf dem Enniger Berg nordöstlich des Ortes.

## Geschichte
Teufbeginn für die Schachtanlage war 1976. Im August 1979 wurden in einer Teufe von 1.330 Metern die Abteufarbeiten beendet. Die Übertageanlagen wurden nach Plänen des Architekten Fritz Eller gebaut. Da die Schachtanlage in einem Landschaftsschutzgebiet errichtet wurde, war vorgegeben, dass sich die Bauten in ihren Ausmaßen und ihrer Gestaltung in die Landschaft einfügen. So war der Schachtturm nur 26 Meter hoch.
Schacht 7 wurde 1981 als Wetterschacht für das Bergwerk in Betrieb genommen. Ab 1983 diente der Schacht auch als Material- und Seilfahrt.
Im Jahr 1991 wurde die Stilllegung des Bergwerkes Westfalen von der RAG für das Jahr 1999 bekannt gegeben, obwohl das Bergwerk erst am 1. Juli 1993 vollständig in deren Besitz überging.
Am 30. Juni 2000 wurde die Förderung von Kohle auf der Zeche „Westfalen“ eingestellt und 2001 der Schacht 7 verfüllt.
Für die noch relativ jungen Gebäude der Schachtanlage 7 fand sich seitdem keine Möglichkeit der Nachnutzung. Im Juni 2010 wurde daher mit dem Abriss der Anlage begonnen. Der Förderturm über dem ehemaligen Schacht wurde am 29. Januar 2011 gegen 11:15 Uhr gesprengt. Die Gebäude werden jedoch nur ebenerdig abgebrochen, ihre Fundamente verbleiben im Boden. Für diese Arbeiten wird ein Zeitraum von 12 Monaten veranschlagt. Im Anschluss wird das Gelände zwei Meter hoch mit Erdreich überdeckt werden. Dies soll weitere 24 Monate dauern. Das so vorbereitete Areal soll zu einem neuen Waldgebiet aufgeforstet werden. Für eine weitere Nutzung der etwas abgelegenen Brachfläche besteht kein Bedarf.